# Бенкс (певачица)
Џилијан Роуз Бенкс (енгл. Jillian Rose Banks; 16. јун 1988) познатија као Бенкс америчка је певачица и кантауторка, која има уговор са издавачким кућама Harvest Records и Good Years Recordings. Након објављивања ЕП-ова Fall Over и London 2013. године, објавила је и први студијски албум 5. септембра 2014. године под називом Goddess, а он је добио позитивне критике савремених музичких критичара. Албум је постигао комерцијални успех у Сједињеним Државама, као и албумски сингл Beggin for Thread. Укупно је објавила три студијска албума, два ЕП-а и један ремикс албум.

## Биографија
Џилијан Роуз Бенкс рођена је 16. јуна 1988. године у Округу Оринџ, Калифорнија. Када је имала две године са породицом се преселила у Лос Анђелес у насеље Тарзана. Песме је почела да пише када је имала петнаест година. Као млада научила је да свира клавир, након што су јој се родитељи развели. Касније је уписала студије психологије на Универзитету Јужна Калифорнија, где је писала тезе о деци разведених родитеља и добила диплому из психологије. Бексова је истакла да јој музика помаже да ослободи своје емоције и да музику није објављивала јавно док није стекла диплому из психологије. Њене вокалне способности музички критичари и медији често су описивали сличне Алијиним.
Њен рад на пољу музике, музички критичари описују као дарк ритам и блуз и пореде је са певачима као што су Ели Голдинг, Алија и The Weeknd. Њена музика описана је као мешавина алтернативног ритма и блуза, трип хопа, алтернативног попа, електро попа, авант попа и треп хопа.

## Музичка каријера

### 2013—2014
Током 2013. године, Бенксова и DJ Yung Skeeter су успоставили контакт и он ју је довео до британске издавачке куће . Након што је објавила нумеру Before I Ever Met You у фебруару 2013. године, песму Бенксове је пуштао J Zane Lowe на Би-Би-Си радију 1. Први ЕП под називом Fall Over Бенксова је објавила у марту 2013. године под окриљем издавачке куће . Њен други ЕП под називом  објављен је у септембру 2013. године од стране издавачких кућа Harvest Records и Good Years Recordings, а добио је позитивне критике од стране музичких критичара. Песма која је била на ЕП-у London под називом Waiting Game нашла се 2013. године у реклами компаније Викторија'с сикрет. Крајем 2013. године била је номинована за две награде од стране Би-Би-Сија и МТВ-а. Бенксова је била уметница недеље у августу 2013. године по часопису Воуг. Дд стране великог броја медија орактерисана је као успешна уметница, укључујући часопис Спин, који је њен студијски албум поставио у категорију „50 албума које морате чути у 2014. години” и Спотифај, на којем је проглашена за једну од најбољих уметница 2014. године. Додатна признања добила је и од медија Бостон глоуб, Фјуз и Хафингтон пост.
Бенксова је била подршка канадском певачу The Weeknd-у, током његове музичке турнеје 2013. године када је наступао у Сједињеним Државама и Уједињеном Краљевству. Након завршетка турнеје, најавила је сопствену турнеју које ја започела у Великој Британији током марта 2014. године. Бенксова је такође наступала на Коучела музичком и уметничком фестивалу у априлу 2014. године, Boonaroo и Open'er фестивалима у јулу 2014. године. Током јануара 2015. године Бенксова је наступала на инди и рок фестивалу St Jerome's Laneway, који се одржао у Аделејду, Окланду, Бризбејну, Детроиту, Мелбурну, Сингапуру, Сиднеју и у Фримантлу. Дана 7. августа 2014. године појавила се у ТВ емисији Jimmy Kimmel Live!, где је извела песме Beggin for Thread и Waiting Game.
Њен први студијски албум под називом  објављен је 5. септембра 2014. године, електронрског, ритам и блуз и трип хоп жанра. Албум се нашао међу двадесет најбољих на музичких листа неколико земаља укључујући Уједињено Краљевство, Аустралију, Немачку, Нови Зеланд и Шведску. У Сједињеним Државама албум се нашао на дванаестом месту листе Билборд 200, а продат је у 25.000 примерака током прве недеље од објављивања. Добио је позитивне кртике од стране музичких критикара, који су похвалили њен глас и сиров звук албума. Нашао се на 74 од 100 места на сајту . На албуму су се нашла четири сингла: Brain, Goddess, Drowning и Beggin for Thread. Drowning се нашао на четрдесет осмом месту Билбордове листе рок песама, док је сингл Beggin for Thread био једанаести на Билбордовој листи Alternative Songs, осамдесети и шездесет и четврти на листама у Аустралији и Немачкој. Песма  нашла се у филму Другачија, који је објављен у марту 2014. године. Заједно са Waiting Game, песма You Should Know Where I'm Coming From објављена је у 9. октобра 2014. године у једној епизоди серије Увод у анатомију, док је песма Goddess објављена 12. марта 2015. године. Песма  нашла се у деветој епизоди серије Red Band Society. Сингл Бенксове под називом  објављен је у трећој епизоди друге сезоне ТВ серије Првобитни. У јуну 2017. године Waiting Game била је музичка нумера за Нетфликсову серију Циганка.

### 2015—2017
Дана 4. новембра 2015. године Бенксова је објавила сингл Better, као и видео спот за песму. Певач Тhe Weekend и Бенксова поново су имали музичку турнеју, под називом The Madness Fall Tour, а обилазили су Северну Америку од новембра до децембра 2015. године. Бенксова је објавила 8. јуна 2016. године да је завришла рад на свом другом студијском албуму.
Дана 12. јула 2016. године објавила је песму Fuck with Myself, која је била водећи сингл њеног другог студијског албума The Altrar. У интервјуу за Вајс, Бенксова је описала њен сукоб између самокритике и самољубља као инспирацију за снимање песама. Песма Fuck with Myself добила је позитивне критике од стране музичких критичара и била на двадесет и деветом месту америчке рок листе. Други албумски сингл под називом  објављен је 3. августа 2016. године и пуштен је први пут на Би-Би-Си Радио 1 радио каналу. Песма се нашла на двадесет и петом месту америчке рок листе. Трећи албумски сингл под називом  објављен је 18. августа 2016. године, а након тога и сингл To the Hilt 16. септембра 2016. године. Албум The Altar објављен је 30. септембра 2016. године и дебитовао је на седамнаестом месту америчке листе Билборд 200. са 14.220 продатих примерака током прве недеље од објављивања. Албум се нашао на двадесет и четвртом месту листе у Уједињеном Краљевству, где је продат у 3229 примерака током прве недеље од објављивања. Албум је такође дебитовао на осмом месту у Аустралији и дванаестом месту музичке листе у Канади. Добио је позитивне критике од стране музичких критичара и био на 70 од 100 места на сајту Metacritic. Бенксова је музички видео за песму Trainwreck објавила 18. јануара 2017. годиен, а 24. фебруара исте године имала је турнеју како би промовисала албум. Током турнеје одржала је 68 концерата, а она је завршена 16. новембра 2016. године. 
Дана 7. априла 2017. године објавила је сингл Crowded Places, који је два дана касније представљен у претпоследњој епизоди ТВ серије Девојке. Наредни сингл под називом  објављен је 28. септембра 2017. године. Током новембра 2017. године Бенксова је сарађивала са музичарем 6lack на песми In Between. Године 2018. песме са албума The Altar, In Between и Poltergeist биле су саундтрек пете сезоне америчке ТВ серије Моћ.

### 2018—данас
У децембру 2018. године Бенксова је на друштвеним мрежама објавила информацију да ради на новом студијском албуму. Дана 29. априла 2019. године објавила је сингл под називом Gimme електропоп жанра. Дана 11. јуна 2019. објавила је сингл под називом Look What You're Doing to Me који је снимила са америчком поп групом Francis and the Lights. Последњи албумски сингл под називом  објављен је 10. јула 2019. године. Трећи студијски албум под називом  објављен је 12. јула 2019. године, а на њему се налази тринаест песама гот-поп, електроник, соул и поп жанра. Бенксова је албум описала као своју трансформацију из наивне и романтичне у мудру жену. У септембру 2019. године отпочела је турнеју како би промовисала албум.

## Дискографија

### Студијски албуми
| Назив | Детаљи | Позиција | Позиција | Позиција | Позиција | Позиција | Позиција | Позиција | Позиција | Позиција | Позиција | Број продатих примерака |
| Назив | Детаљи | САД      | АУС      | БЕЛ      | КАН      | ФРА      | НЕМ      | ХОЛ      | НЗ       | ШВА      | УК       | Број продатих примерака |
| ----- | --- | -------- | -------- | -------- | -------- | -------- | -------- | -------- | -------- | -------- | -------- | ----------------------- |
|       | - Датум објављивања: 5. септембар 2014. - Издавачка кућа: - Формат: дигитално преузимање, компакт диск, ЛП  | 12       | 17       | 37       | 8        | 70       | 18       | 75       | 18       | 12       | 20       | - САД: 120,000          |
|       | - Датум објављивања: 30. септембар 2016. - Издавачка кућа: - Формат: компакт диск, дигитално преузимање, ЛП | 17       | 8        | 44       | 12       | 118      | 56       | 77       | 18       | 38       | 24       |                         |
| III   | - Датум објављивања: 12. јул 2019. - Издавачка кућа: - Формат: компакт диск, дигитално преузимање, ЛП       | 21       | 25       | 113      | 7        | 185      | 60       | —        | —        | 41       | 57       |                         |

### Ремикс албуми
| Назив | Детаљи                                                                               |
| ----- | ------------------------------------------------------------------------------------ |
|       | - Датум објављивања: 23. март 2015. - Издавачка кућа: - Формат: дигитално преузимање |

### ЕП-ови
| Назив | Детаљи |
| ----- | --- |
|       | - Датум објављивања: 4. март 2013. - Издавачка кућа: - Формат: дигитално преузимање                                        |
|       | - Датум објављивања: 10. септембар 2013. - Издавачка кућа: - Формат: компакт диск, грамофонска плоча, дигитално преузимање |